# Laferté-sur-Amance
Laferté-sur-Amance ist eine französische Gemeinde mit 108 Einwohnern (Stand: 1. Januar 2022) im Département Haute-Marne in der Region Grand Est (vor 2016 Champagne-Ardenne); sie gehört zum Arrondissement Langres und zum Kanton Chalindrey. Die Bewohner werden Lafertois und Lafertoises genannt.

## Geografie
Laferté-sur-Amance liegt rund 55 Kilometer südöstlich der Stadt Chaumont an der Amance. Umgeben wird Laferté-sur-Amance von den Nachbargemeinden Guyonvelle im Norden, Velles im Osten, Ouge im Süden und Südosten, Pierremont-sur-Amance im Südwesten sowie Anrosey im Westen.

## Bevölkerungsentwicklung

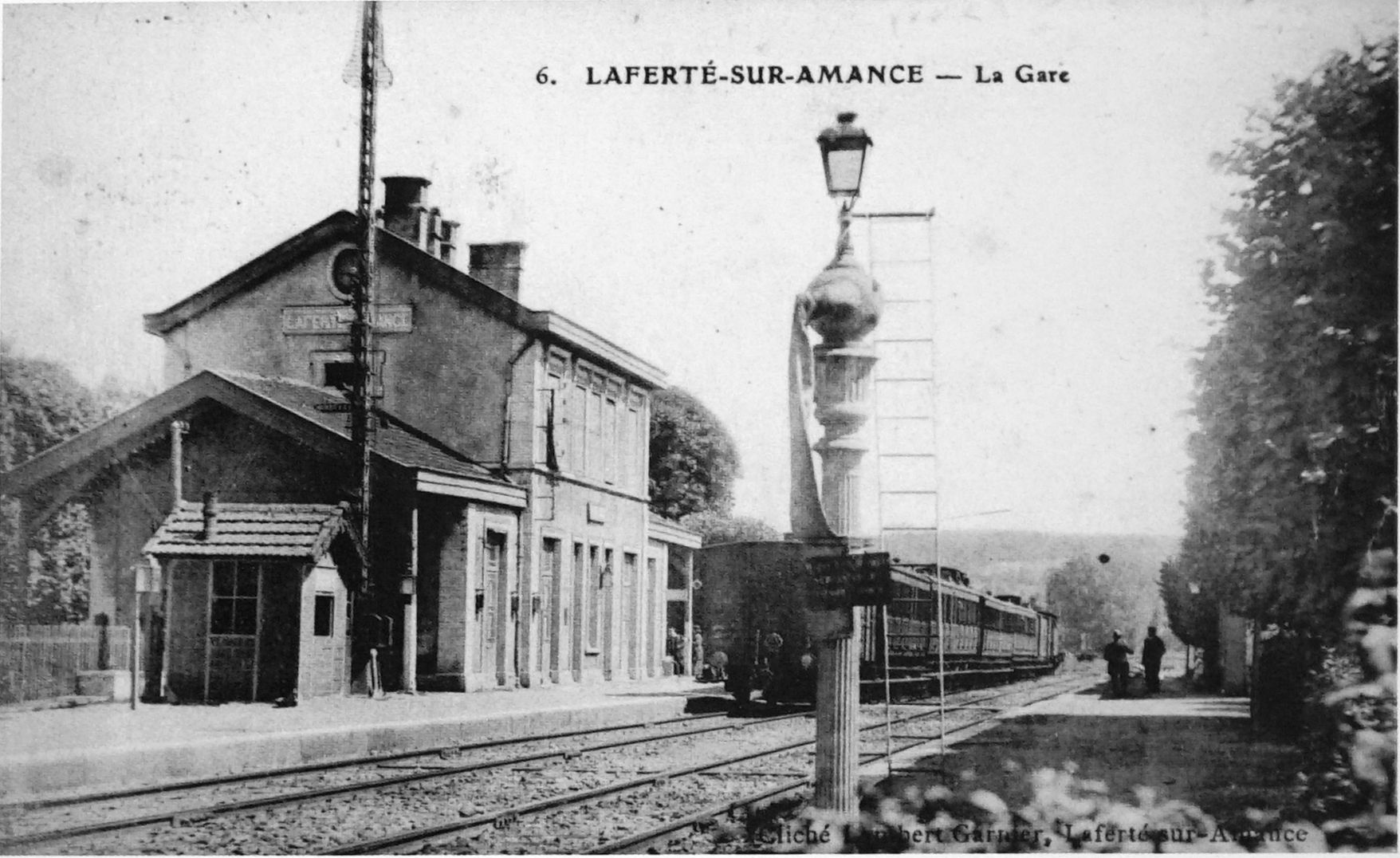
Alte Postkarte des Bahnhofes

| Jahr                       | 1962 | 1968 | 1975 | 1982 | 1990 | 1999 | 2006 | 2019 |
| Einwohner                  | 298  | 257  | 421  | 375  | 171  | 150  | 118  | 105  |
| Quellen: Cassini und INSEE |      |      |      |      |      |      |      |      |

## Sehenswürdigkeiten
- Kirche St-Pierre-ès-Liens aus dem 16. Jahrhundert, ihr Chor ist seit 1927 als Monument historique eingeschrieben